# Cickányvakondformák
A cickányvakondformák (Uropsilinae) az emlősök (Mammalia) osztályának Eulipotyphla rendjébe, ezen belül a vakondfélék (Talpidae) családjába tartozó alcsalád, amelyben csak egy nem az Uropsilus van.
A régebbi rendszertani besorolások szerint a rovarevők (Insectivora) rendjébe, aztán pedig rövid ideig a ma már felszámolt cickányalakúak (Soricomorpha) rendjébe tartozott.

## Előfordulásuk
Az alcsalád fajai, csak Ázsiában - Kína, Mianmar és Vietnám - fordulnak elő. Az élőhelyeik a magashegyi erdőkben van.

## Megjelenésük
A cickányvakondformák pofái hosszúkás, ormányszerű orrban végződnek, füleik jól kivehetőek, farkuk hosszú és vékony. Lábaik a rokon vakondoktól eltérően nem annyira alkalmasak az üregásáshoz. Habár méretben és megjelenésben a cickányfélékre hasonlítanak, a koponyáik felépítése a vakondokokéval mutat rokonságot.
Kinézetük miatt a vakondokfélék családjának egyik kezdetleges csoportjaként tartják számon.

## Rendszerezés
Az alcsaládba az alábbi 1 nem és 5 faj tartozik:
- Uropsilus H. Milne-Edwards, 1872
  - Uropsilus aequodonenia Liu et al., 2013[2]
  - Uropsilus andersoni (Thomas, 1911)
  - Uropsilus gracilis (Thomas, 1911)
  - Uropsilus investigator (Thomas, 1922)
  - füles cickányvakond (Uropsilus soricipes) H. Milne-Edwards, 1871

### Fordítás
- Ez a szócikk részben vagy egészben  az   Uropsilus című angol Wikipédia-szócikk ezen változatának fordításán alapul.  Az eredeti cikk szerkesztőit annak laptörténete sorolja fel. Ez a jelzés csupán a megfogalmazás eredetét és a szerzői jogokat jelzi, nem szolgál a cikkben szereplő információk forrásmegjelöléseként.